# Dmitrij Kiselëv (regista)
Dmitrij Kiselёv (Mosca, 5 giugno 1978) è un regista russo.

## Filmografia parziale

### Regista
- Black Lightning - Il padrone del cielo (2009)
- Ёlki (2010)
- Il tempo dei primi - Spacewalker (2017)